# تل القمح
تل القمح، هو جبل يقع في جبال كاتسكيل في نيويورك جنوب غرب تل فرانكلين، تل لاوتون يقع شرق، ويقع تل هودقيس جنوبا ويقع تل فاندرفورت غرب تل القمح